# NGC 2979
NGC 2979 (również NGC 3050 lub PGC 27795) – galaktyka spiralna (Sa), znajdująca się w gwiazdozbiorze Sekstantu. Należy do galaktyk Seyferta typu 2.
Odkrył ją William Herschel 25 marca 1786 roku. Prawdopodobnie tę samą galaktyką obserwował w 1886 roku Frank Muller, ale błędnie podana przez niego pozycja sprawiła, że została skatalogowana po raz drugi jako NGC 3050.